# Louis-Jacques Epron de la Horie
Pour les articles homonymes, voir Épron et La Horie.
Louis-Jacques Epron de la Horie est un officier de marine français, capitaine de frégate, né à Granville le 28 décembre 1768, où il est mort le 27 avril 1841. 

## Biographie
Il part de Saint-Malo le 17 décembre 1805 sur La Piémontaise. Cette frégate subit deux cyclones au large du Cap de Bonne-Espérance en faisant voile vers l'Océan Indien afin de secourir le gouverneur général de l'Île-de-France Decaen. Cela survient après la prise du Cap par les Britanniques le 10 janvier 1806 et l'échec de la reprise des comptoirs français de l'Inde par la division Linois en 1803. 
Les prises de La Piémontaise, notamment la colossale prise de l'indiaman Warren Hastings en juin 1806, chargé de thé de Chine , et celles de La Sémillante, permettront aux Français isolés dans l'Océan Indien de soutenir le blocus britannique, en achetant céréales et bétail aux navires américains. La Piémontaise, en pratiquant la course, permettra à Decaen de tenir La Réunion et l'Île Maurice pendant quelques années, jusqu'à sa capitulation devant les Britanniques.

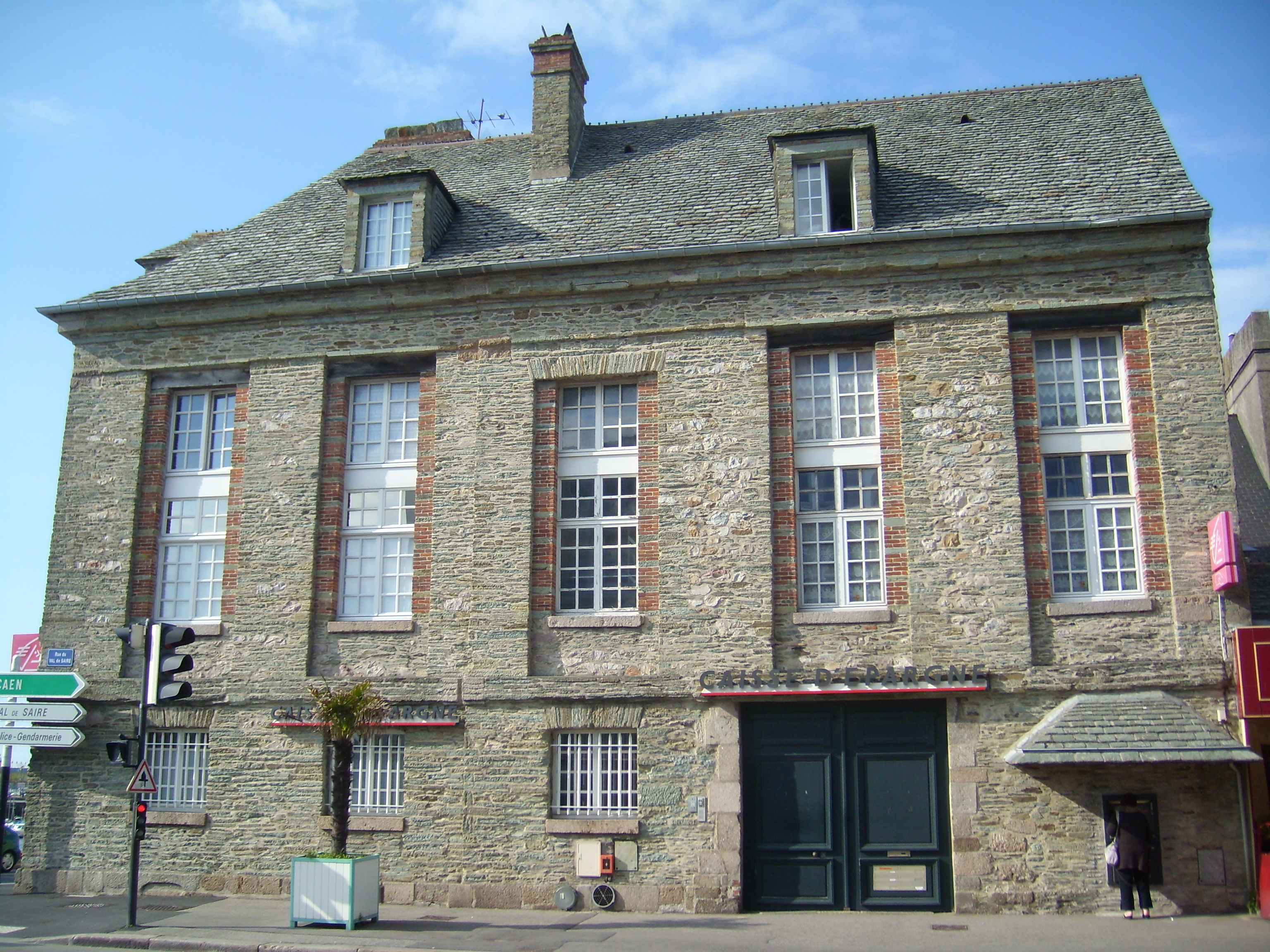
L'hôtel Épron de la Horie à Cherbourg, qu'il achète en 1819.

Louis-Jacques Epron de la Horie a été maire de Saint-Nicolas-près-Granville (Manche), de 1820 à 1835.
Il est le frère puiné de Jacques Epron-Desjardins (1766-1837).

## Grades successifs
- Volontaire (28 novembre 1780)[3]
- Enseigne de Vaisseau non entretenu (10 juillet 1794)[3]
- Enseigne de Vaisseau entretenu (21 mars 1796)[3]
- Lieutenant de Vaisseau (18 avril 1797)[3]
- Capitaine de Frégate (24 septembre 1803)[3]
- Capitaine de Vaisseau (6 janvier 1807)[3]

## Décorations
- Chevalier de la Légion d'honneur[3]
- Chevalier de l'ordre royal et militaire de Saint-Louis (1814)